# Montecchia di Crosara
Montecchìa di Crosara (Montecìa de Crozara in veneto) è un comune italiano di 4 305 abitanti della provincia di Verona in Veneto.

## Geografia fisica
Montecchia dista 35 chilometri da Verona. Rispetto al capoluogo è in posizione nordest.
Si trova nella parte centrale della Val d'Alpone, che prende il nome dall'omonimo torrente, creando le alture orientali dei Monti Lessini
Confina con i seguenti comuni: a 
nord con San Giovanni Ilarione, ad est con Roncà, a sud-est con Gambellara (provincia di Vicenza), a sud con Monteforte d'Alpone e Soave e ad ovest con Cazzano di Tramigna.
Molto vicine sono le cittadine di San Bonifacio e Arzignano, quest'ultima situata in provincia di Vicenza, che distano rispettivamente 13 e 16 chilometri.
Il paese di Montecchia di Crosara è inserito in un paesaggio unico: boschi naturali, ricca fauna selvatica, vigneti a perdita d'occhio, intercalati a ciliegieti che si ricoprono di miriadi di petali bianchi dal fondovalle sino alla sommità delle colline circostanti creando uno scenario unico nel suo genere durante la fase di fioritura.
Ventimila quintali di ciliegie, duecentomila ettolitri di vino sono il risultato di un'attività agricola fiorentissima frutto di una tradizione antica.

## Origini del nome
Incerta è l'origine del nome: secondo alcuni studiosi la denominazione più antica sarebbe Monteculeta, mentre in documenti risalenti al tardo Medioevo ricorrono spesso Montecleda e Montescleda; il termine Crosara, certamente più recente, sarebbe da attribuirsi all'incrociarsi nel centro del comune delle varie vie e dei principali corsi d'acqua.

## Storia

### Preistoria
Sono stati rinvenuti presso la cima del Monte Bastia reperti archeologici quali cocci e selci indicanti la presenza di un villaggio neolitico, tali reperti sono conservati presso le scuole medie di Montecchia.
Nel Monte Duello che traccia il confine tra Montecchia di Crosara e Roncà, è presente un sito archeologico importante per i giacimenti fossiliferi risalenti all'Eocene medio. Tra i fossili qui ritrovati ci sono quelli del Megadontosuchus e del Prototherium del quale, qui è stato ritrovato l'esemplare più completo.

### Epoca Romana
Assolutamente certa è la sua origine romana, testimoniata da numerose iscrizioni e pregevoli reperti archeologici conservati nel piccolo museo della chiesetta di S. Salvatore o nei musei di Vicenza e Verona. Tra questi un'ara dedicata a Marte, dio della guerra.

### Medioevo

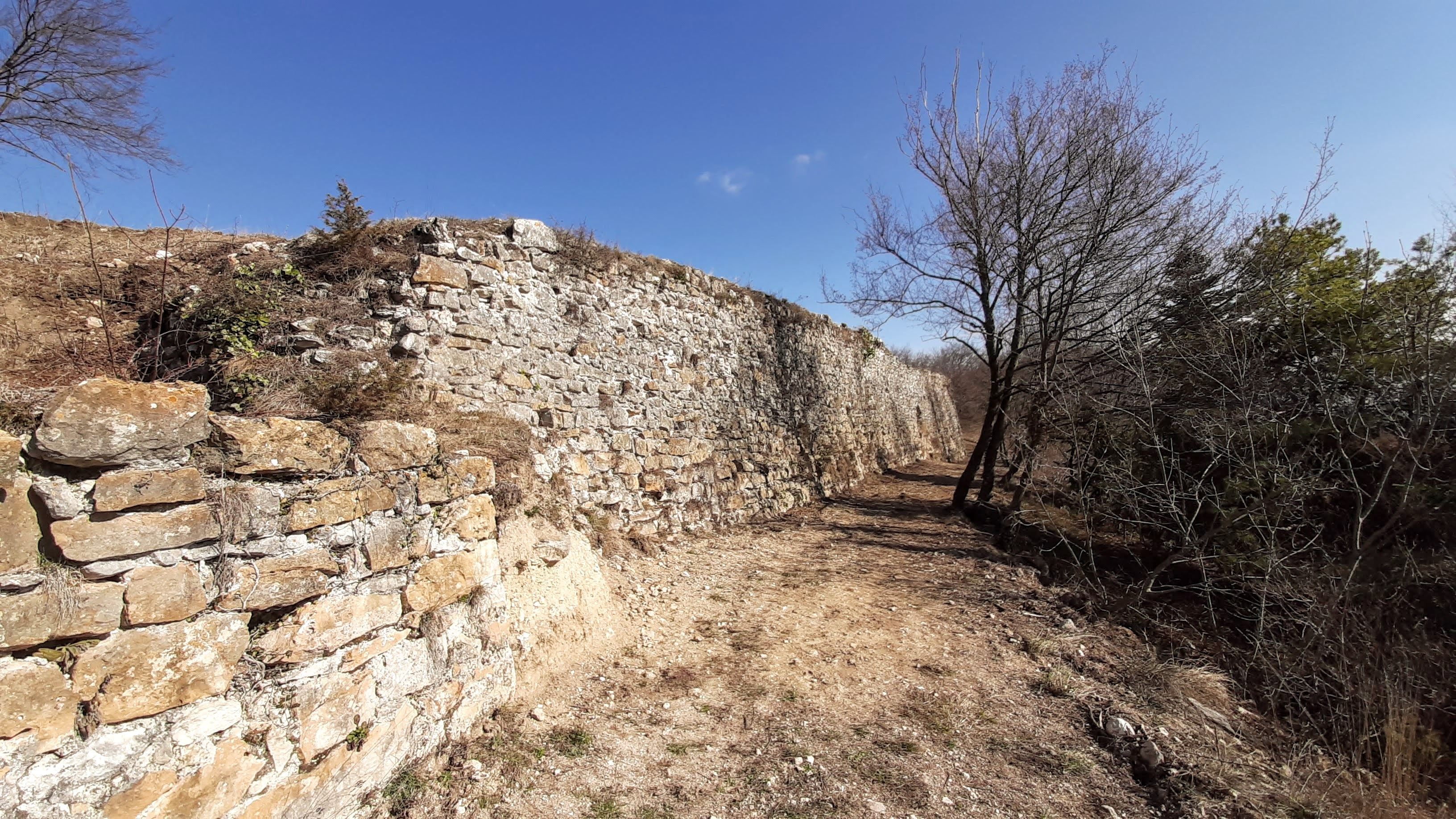
Resti della fortezza medievale presenti sul Monte Bastia

Alla fine del X secolo il paese fu concesso, come feudo, a Maltraverso de' Maltraversi, figlio di Umberto Maltraversi, signore di Padova e Vicenza. Passato sotto il dominio degli Scaligeri di Verona, nel XII secolo, si trovò al centro delle violente dispute tra Guelfi e Ghibellini. A questo periodo risalgono il saccheggio dell'intero borgo e la distruzione del castello, nel 1222, ad opera di Vinciguerra Bonifacio. In seguito passò sotto i Visconti di Milano e, infine, alla Serenissima Repubblica di Venezia. Divenne comune autonomo poi nel 1745.
Altre tracce di storia medievale sono presenti presso il Monte Bastia, sopra al quale si possono ancora toccare con mano le mura di una fortezza eretta dagli scaligeri per combattere i Visconti. Dell'antico castello invece si può solo vedere qualche pezzo di muro inglobato dalla chiesetta di S. Salvatore.

### Storia recente

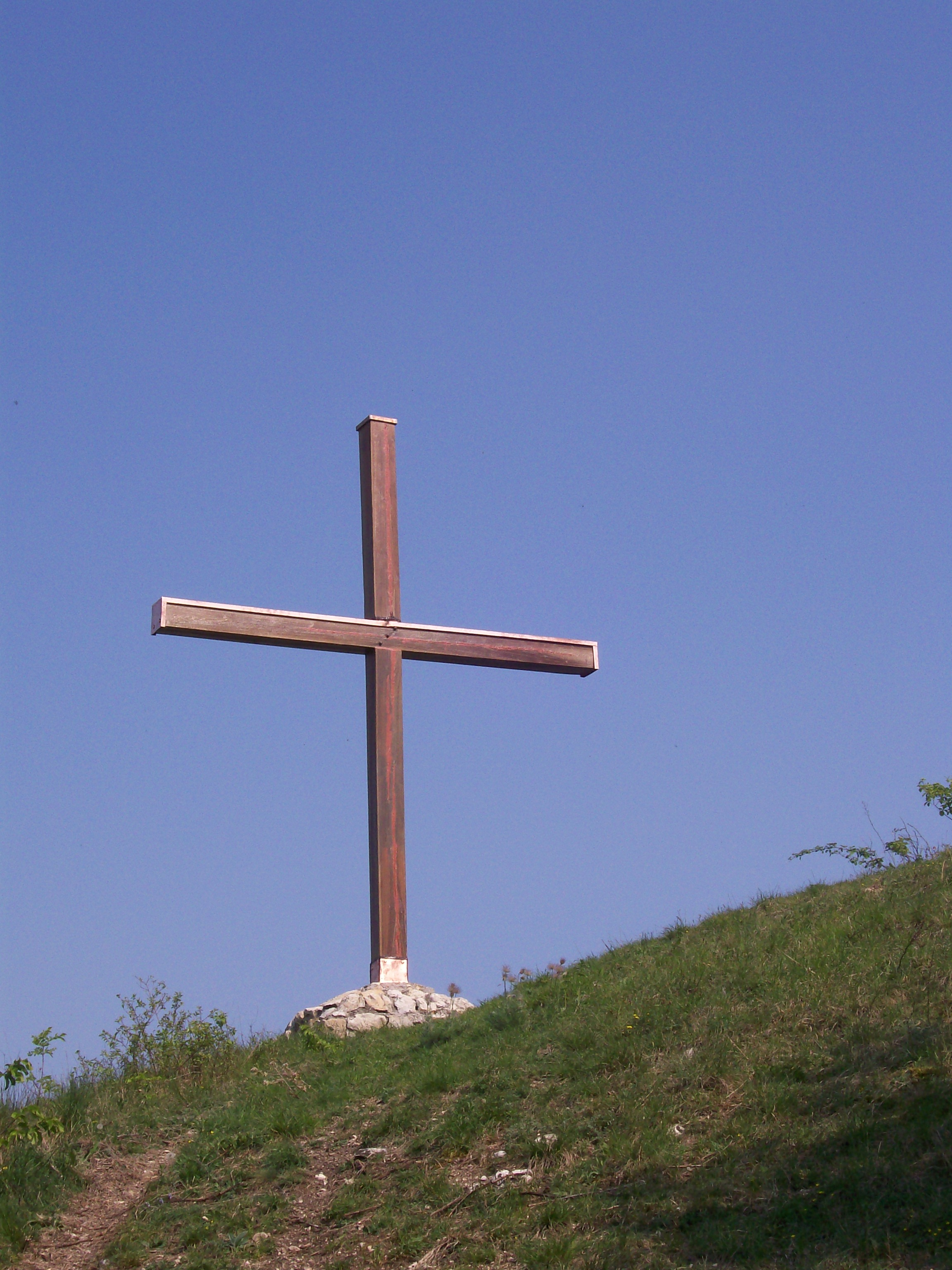
La Croce sul Monte Bastia.

#### Seconda guerra mondiale
Durante la Seconda guerra mondiale Montecchia di Crosara ospitò un campo di lavoro per prigionieri alleati che lavoravano alla cava basalti, tuttora esistente. Il campo, che dipendeva dal campo centrale di Pol di Bussolengo P.G. 148, fu attivo circa da marzo all'8 settembre 1943. Dopo quella data i prigionieri fuggirono tutti dal campo e in larga parte si nascosero presso le famiglie del luogo che diedero loro ospitalità. Sono innumerevoli gli atti di eroismo e coraggio delle famiglie di Montecchia di Crosara. Ancora oggi, seppur sempre più raramente, alcuni ex detenuti tornano a salutare le famiglie di chi li aiutò a fuggire. La loro storia è raccontata in un documentario del regista veronese Mauro Vittorio Quattrina, che ben racconta questa storia dei vari Schindler e Perlasca di Montecchia di Crosara, obliati nel tempo. Del campo di prigionia, tutt'oggi, non rimangono che due casette oramai quasi del tutto fatiscenti ma che potrebbero essere ancora recuperate.
Il 1º settembre 1944 nei pressi del ponte Facchin (Montecchia di Crosara) tre partigiani, Enrico Scrinzi, Giovanni Quaggiotto e Achille Bergonzi, sono bloccati da soldati tedeschi che li invitano a recarsi al Comando, ma i tre si rifiutano. Scoppia uno scontro a fuoco. Secondo la maggior parte delle ricostruzioni storiografiche, furono i tedeschi a sparare per primi, ferendo mortalmente Scrinzi, a quel punto Quaggiotto e Bergonzi avrebbero risposto uccidendo sul colpo due soldati tedeschi e ferendo a morte il terzo. Bergonzi tuttavia, nelle sue memorie pubblicate nel dopoguerra, confida che ad aprire il fuoco fu il Quaggiotto. Comunque si siano svolti i fatti, è importante ricordare che in quei giorni vigeva una tregua - menzionata dal parroco locale di San Giovanni Ilarione nelle sue memorie e confermata dai notiziari della Guardia Nazionale Republicana (Gnr) – tra partigiani e tedeschi. L’accordo era stato siglato il 29 agosto 1944 e sarebbe dovuto durare fino alla mezzanotte del primo settembre, come conferma nuovamente il notiziario della Gnr. Perciò al momento dell’incontro tra i partigiani e i tedeschi, questi ultimi non avevano alcuna ragione per fermare i ribelli. Per vendicarsi della morte dei tre militari tedeschi, un plotone irrompe a San Giovanni Ilarione sparando all’impazzata. La vera rappresaglia è però progettata per il tre settembre, il giorno della celebrazione dei funerali dei soldati. A San Giovanni Ilarione vengono condotti tre partigiani, catturati durante precedenti rastrellamenti perché in possesso di armi da fuoco. Secondo la testimonianza del parroco locale, i giovani sono dapprima torturati per tre ore e poi uccisi. Si tratta di Guido Facciolo, Giuseppe Boggian e Guido Pognani. In concomitanza, il paese limitrofo, Montecchia di Crosara, è saccheggiato e dato alle fiamme con il sostegno – secondo la deposizione del sindaco di Montecchia – delle brigate nere. Secondo il notiziario della Gnr del 12 settembre 1944, 34 edifici in cui alloggiavano 53 famiglie vengono incendiati. Quaranta abitanti di Montecchia sono al contempo presi in ostaggio e minacciati di morte, ma viene loro risparmiata la vita. Nel fuoco che divampa per diverse ore rimangono intrappolati Augusto Egidio Filippi, detto Luigi Boron, Assunta Confente, Giuseppina Marana e le bambine Bruna e Rosetta Dal Cero, rispettivamente di nove e tre anni. Secondo alcune ricostruzioni costoro sono stati uccisi e in un secondo momento, gettati tra le fiamme, ma è difficile stabilire la fondatezza di tale versione. Stando alla ricostruzione del Capo della Provincia, Giuseppina Marana periva nell’incendio, mentre un’undicenne, sul punto di fuggire, fu colpita da due colpi di rivoltella sparati da un milite tedesco. Possiamo identificare questa ragazza con Bruna Dal Cero nonostante l’età non coincida.

### Simboli
Stemma
Scudo con tre monti verdi su campo azzurro, con tre stelle d'argento in corrispondenza dei vertici dei monti.
Da qui il detto: "Sabion, Mirabelo, Bastia, i è i tre monti de Montecia". 
Il Mirabello, il Sabbion e la Bastia sono i tre monti dello stemma di Montecchia, che si trovano allineati sul lato destro orografico della Val d'Alpone, proprio affacciati sul paese.
Gonfalone
Drappo quadrangolare di un metro per due, di colore blu bordato in oro, con al centro lo stemma comunale.

## Monumenti e luoghi d'interesse

### Architetture religiose
- Chiesa di San Salvatore - X secolo

Situata sulla collina che sovrasta l'attuale centro del paese e denominata Piazza Castello proprio per il fatto che vi sorgeva l'antico maniero.
Si tratta di un tipico edificio di puro stile romanico, risalente al X secolo, anche se nel tempo ha subito modificazioni e rifacimenti strutturali che ne hanno alterato, in parte, l'originaria armonia.
La parte più antica è individuabile nella piccola cripta sottostante il corpo superiore.
Nella parte posteriore l'edificio è completato da piccole absidi.
Inconfondibili sono la struttura e il disegno delle finestre del campanile, caratteristico anche per la sua originale pianta rettangolare.
L'interno è ad una sola navata, con il soffitto a travature in legno.
Vi si conservano preziosi affreschi, recentemente restaurati, attribuiti a Martino da Verona e Battista da Vicenza, allievi del Pisanello.
Dal 1855 la chiesa di San Salvatore è meta di pellegrinaggio parrocchiale, ogni 5 agosto, per ricordare la fine di una tremenda pestilenza attribuita dalla religiosità popolare all'intervento miracoloso della Madonna della Neve.
- Duomo di Santa Maria

Eretta dopo aver abbattuto la vecchia chiesa, venne ideata da don Gaetano Danieli ed eseguita da Paolo Uderzo e l'ingegner De Boni; nel 1885 venne aperta al pubblico.
Adornata da pregevoli stucchi di Rocco Pitacco conserva un altare di S. Lucia risalente al XVII secolo ed una statua della Vergine col Bambino ancora più antica.
Dal 2 settembre 2012 ha il titolo di Duomo.
- Oratorio dei Santi Pietro e Biagio

- Oratorio di Sant'Antonio di Padova e di San Francesco di Paola

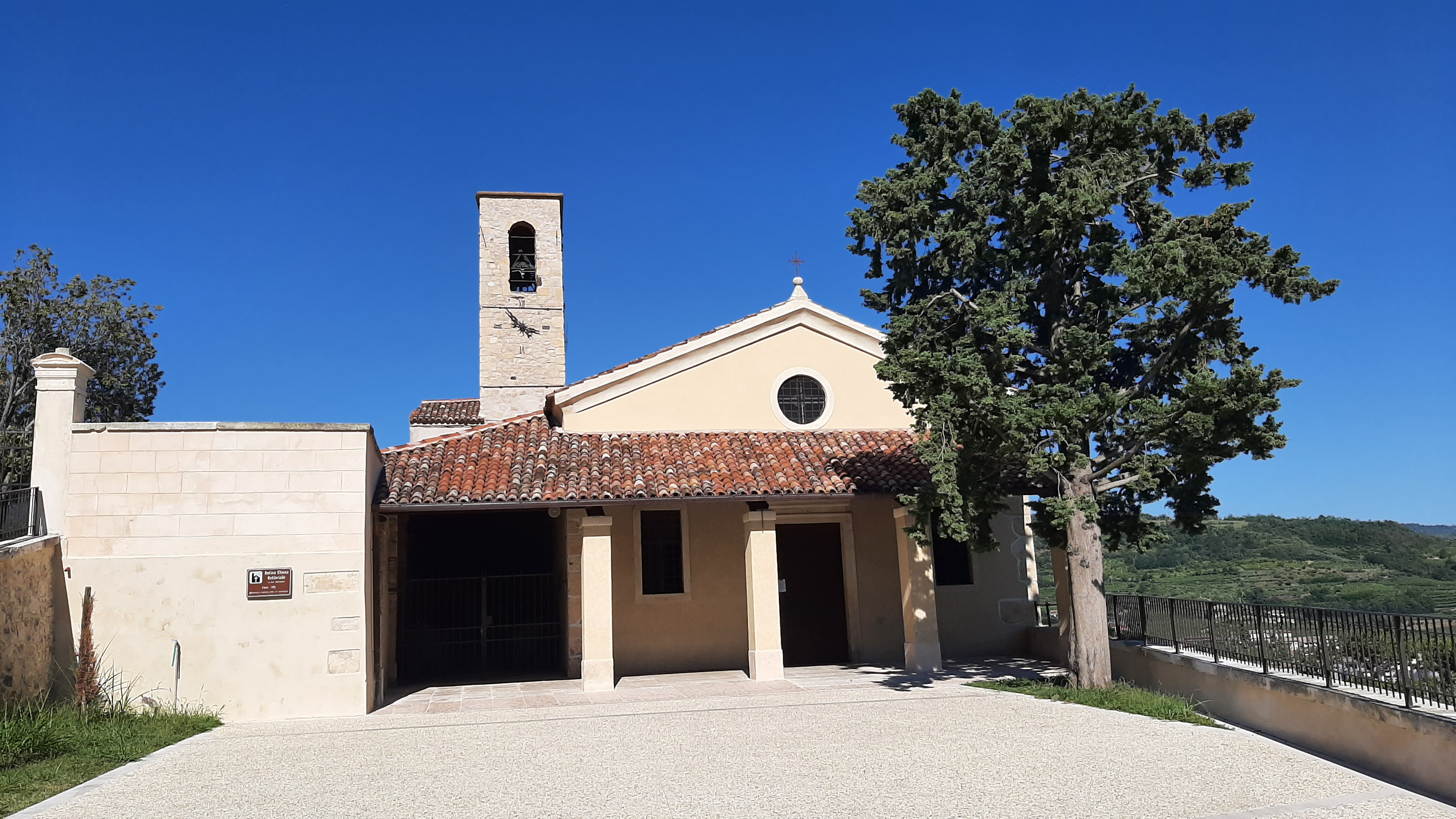
Chiesa di San Salvatore in Castello di Montecchia di Crosara
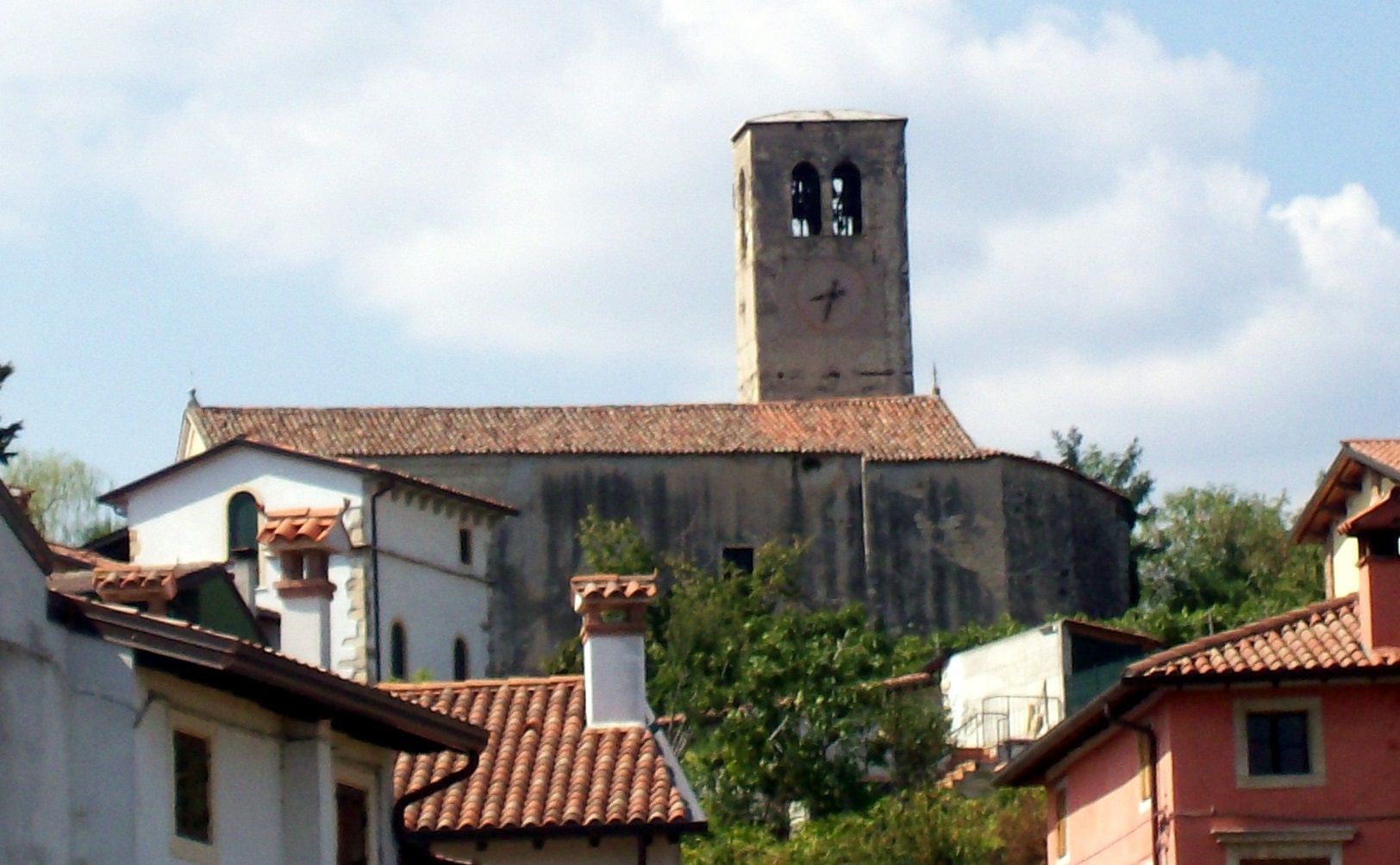
Chiesa di San Salvatore vista da sud
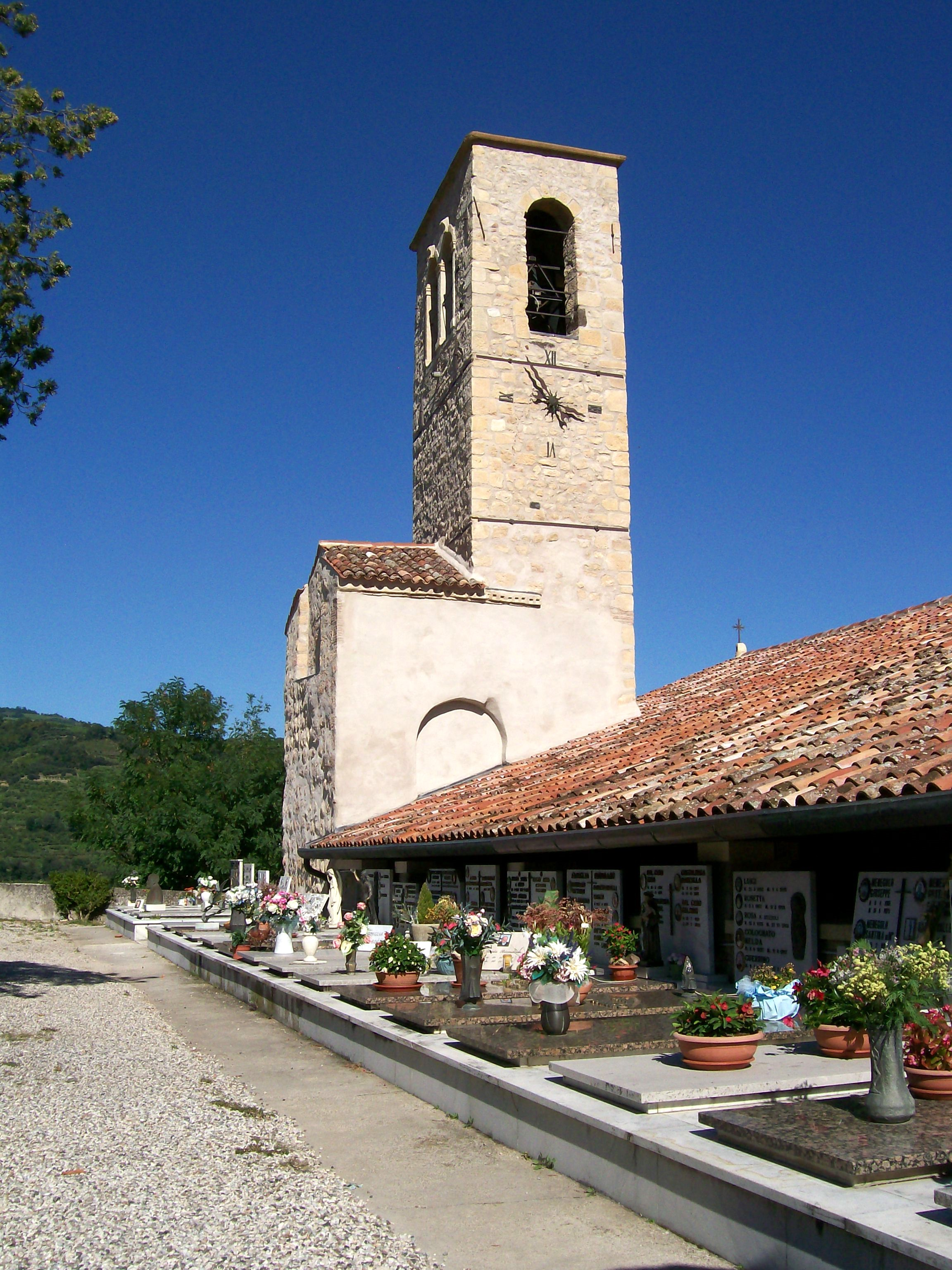
Campanile della chiesa di San Salvatore in Castello di Montecchia di Crosara
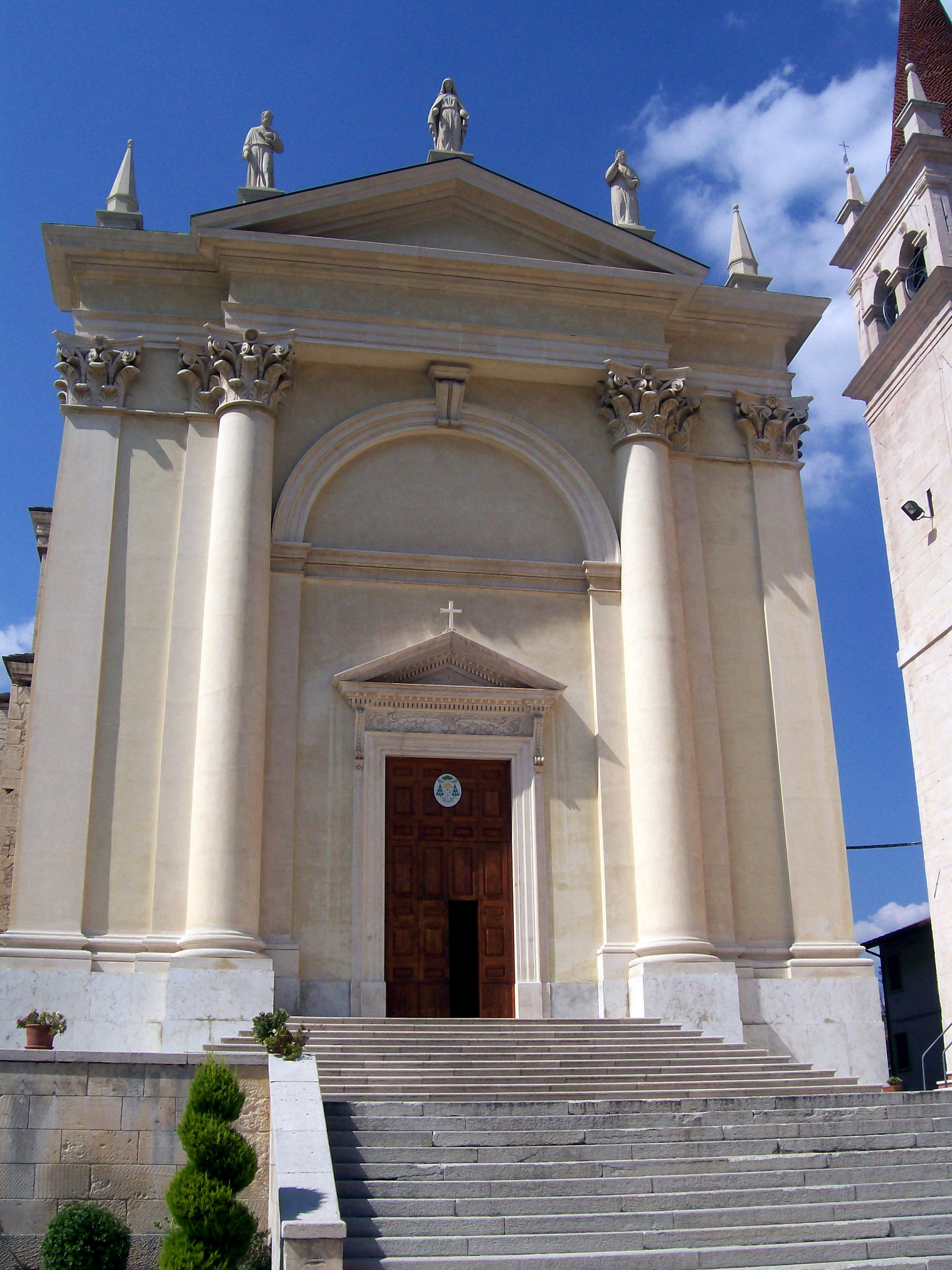
Facciata del duomo di Santa Maria in Montecchia di Crosara
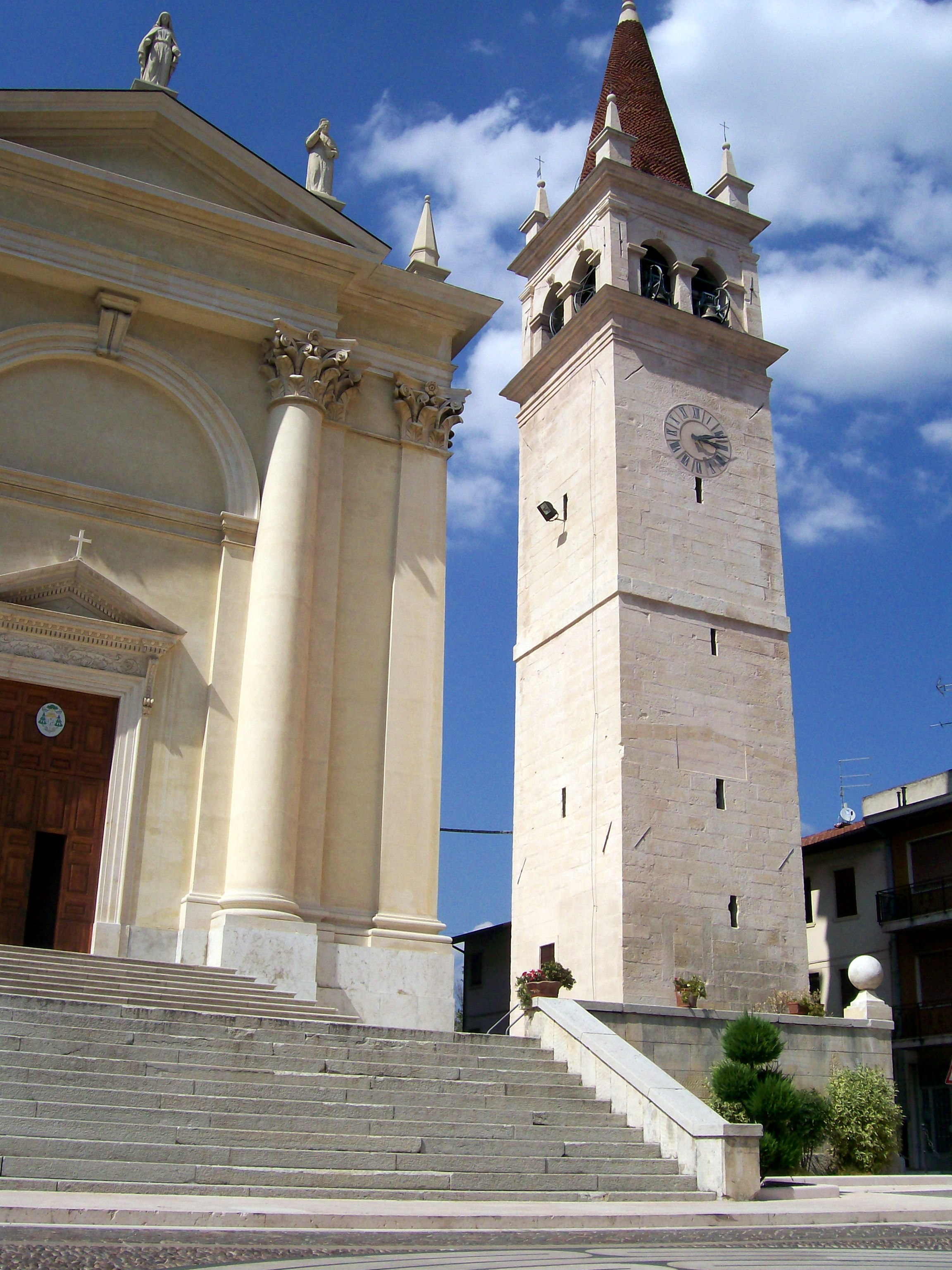
Campanile del duomo di Santa Maria in Montecchia di Crosara

### Musei
- Museo del Vino di Ca' Rugate

Il Museo del Vino di Ca' Rugate è un luogo d’interesse per la storia e la cultura della produzione vinicola di Montecchia di Crosara e della Val d'Alpone.
L'esposizione permanente offre una panoramica dettagliata dell’intero ciclo produttivo del vino, dalla raccolta dell'uva all'imbottigliamento, mostrando al pubblico strumenti antichi utilizzati per la vinificazione e l'imbottigliamento.
Il percorso espositivo è composto da oltre 100 reperti in esposizione nelle diverse sale aperte al pubblico, tra cui tappatrici a mano, contenitori in vetro per la misurazione delle quantità e gerle.

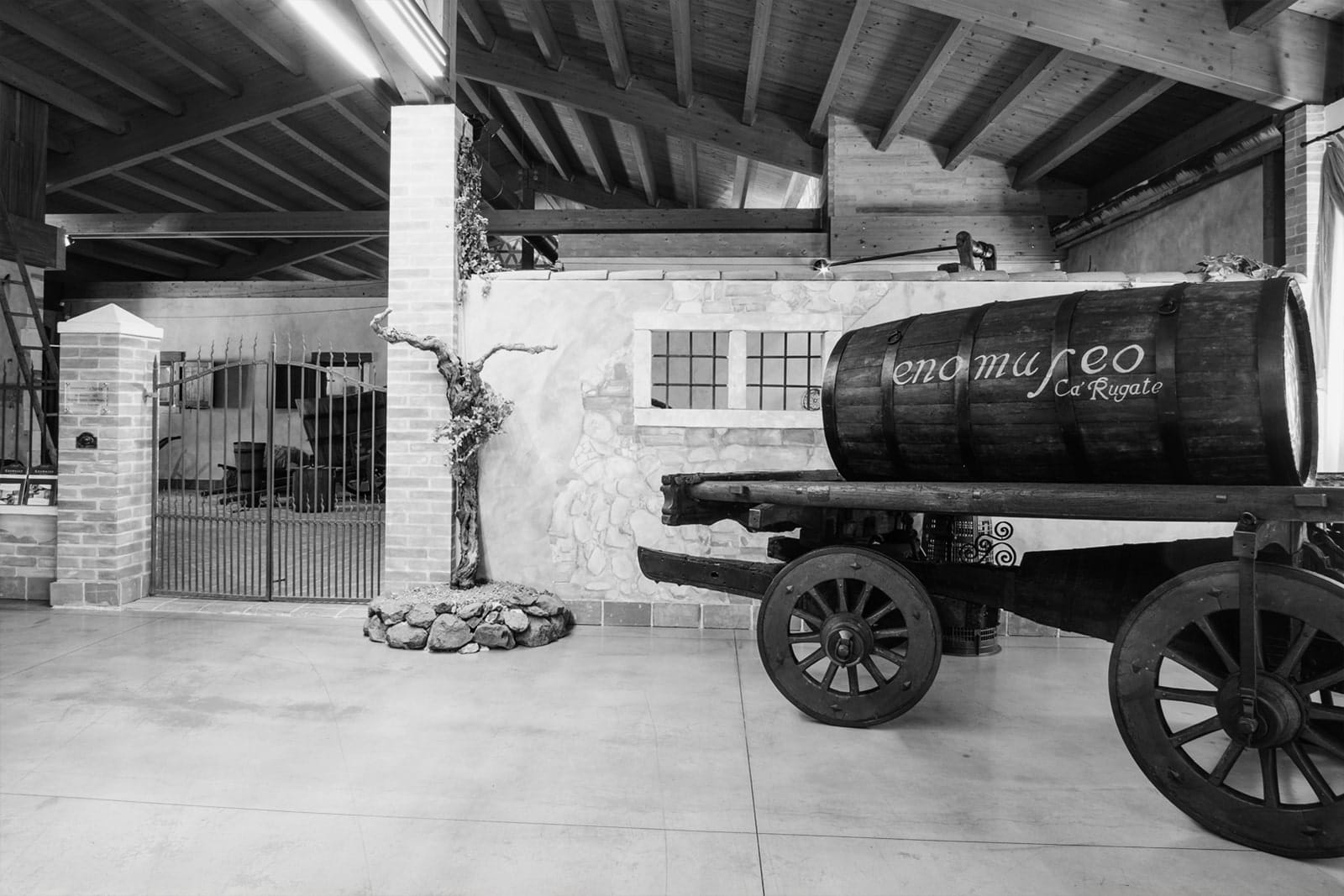
Botte posizionata su un carretto, nel Museo del Vino di Ca' Rugate.

## Società

### Evoluzione demografica
Abitanti censiti

## Economia
Tra i vini più famosi che vengono prodotti meritano una menzione particolare il Soave, il Lessini Durello, il Trebbiano, il Valpolicella DOC, e il Recioto DOC. Il Comune fa parte dell'associazione Città del Vino.
Inoltre è famosa la produzione cerasicola che da fine aprile fino ai primi di luglio diventa il centro della vita del paese.
L'attività industriale era rivolta soprattutto alla produzione calzaturiera ed al settore tessile che hanno conosciuto anni prosperi troncati dagli effetti della globalizzazione; tuttavia riveste una notevole importanza l'indotto artigianale sviluppatosi negli ultimi anni.

## Infrastrutture e trasporti
Fra il 1928 e il 1956 il paese ospitò una stazione della tranvia San Bonifacio-San Giovanni Ilarione, la quale faceva parte di un insieme di tranvie elettriche che caratterizzarono la provincia veronese e rappresentò un importante strumento di crescita per la valle dell'Alpone.
È attivo un servizio di autobus di trasporto extraurbano operato dall'Azienda Trasporti Verona ATV s.r.l.

## Amministrazione
| Periodo     | Periodo     | Primo cittadino  | Partito                         | Carica                  | Note   |
| ----------- | ----------- | ---------------- | ------------------------------- | ----------------------- | ------ |
| giugno 1985 | giugno 1990 | Elisa Caltran    | Democrazia Cristiana            | Sindaco                 | [ 9 ]  |
| giugno 1990 | aprile 1995 | Elisa Caltran    | Democrazia Cristiana            | Sindaco                 | [ 10 ] |
| aprile 1995 | giugno 1999 | Delio Vicentini  | Centro-sinistra (liste civiche) | Sindaco                 | [ 11 ] |
| giugno 1999 | giugno 2004 | Giuseppe Cavazza | Lista civica                    | Sindaco                 | [ 12 ] |
| giugno 2004 | giugno 2009 | Giuseppe Cavazza | Lista civica                    | Sindaco                 | [ 13 ] |
| giugno 2009 | maggio 2014 | Edoardo Pallaro  | Lista civica                    | Sindaco                 | [ 14 ] |
| maggio 2014 | maggio 2019 | Edoardo Pallaro  | Lista civica                    | Sindaco                 | [ 14 ] |
| maggio 2019 | aprile 2024 | Attilio Dal Cero | Lista civica                    | Sindaco                 | [ 15 ] |
| aprile 2024 | giugno 2024 | Giulia Calabrese |                                 | Commissario prefettizio | [ 16 ] |
| giugno 2024 | in carica   | Giuseppe Cavazza | Lista civica                    | Sindaco                 | [ 17 ] |

### Gemellaggi
- Desulo[18]

Il comune fa parte del movimento patto dei sindaci

## Sport
Ha sede a Montecchia di Crosara la S.S.D. Valdalpone Roncà, squadra di calcio che milita in Prima Categoria.
Nel territorio comunale passano i tracciati delle gare podistiche Marciliegia, La corsa selvaggia e Montefortiana e delle competizioni di mountain bike: Soavebike, Divinus Bike e Gran Fondo del Durello.